# Laurent Dorigo
Laurent Dorigo (Parigi, 10 novembre 1943) è un ex cestista francese.

## Carriera
Con la Francia ha disputato i Campionati europei del 1965.

## Palmarès
- Campionato francese: 2

Bagnolet: 1961-62, 1966-67